# 鈴木雅明
鈴木 雅明（すずき まさあき、1954年4月29日 - ）は、チェンバリスト、オルガニスト、バッハ・コレギウム・ジャパンの音楽監督。

## 人物・来歴
1954年4月29日、兵庫県神戸市生まれ。クリスチャンでアマチュア音楽家の両親の元に生まれ育つ。12歳より教会のオルガニストを務める。神戸大学附属住吉小学校、神戸大学附属住吉中学校、灘高等学校を経て、東京芸術大学音楽学部作曲科に入学。卒業と同時に同大学院音楽研究科器学専攻（オルガン）に進学し廣野嗣雄に師事、鍋島元子が主宰する古楽研究会でチェンバロを学ぶ。アムステルダムのスウェーリンク音楽院でチェンバロをトン・コープマン、オルガンをピート・ケーに師事。同音学院より日本人として初めてチェンバロ・オルガン双方のソリスト・ディプロマを得た。
神戸松蔭女子学院大学助教授、東京芸術大学音楽学部古楽科助教授を経て同大学教授、2010年3月退職、現在は名誉教授。神戸松蔭女子学院大学客員教授。米イェール大学教会音楽研究所客員教授。
プロテスタントのクリスチャンであり、日本キリスト改革派教会に属する教会の教会員である。

## 音楽活動
チェンバロとオルガンのソリストとして国内外で演奏活動を行う一方、1990年にはオリジナル楽器アンサンブルと合唱団であるバッハ・コレギウム・ジャパン（BCJ)を結成。BCJ音楽監督として、バッハの教会カンタータ全曲シリーズや受難曲などの録音を精力的に行っている。鈴木の指揮や演奏によるバッハ諸作品のCDは国内外から評価され、「レコード・アカデミー大賞」の部門賞を受賞。

## 受賞・栄典
- 1999年 - モービル音楽賞（バッハ・コレギウム・ジャパンと受賞）
- 1999年 - 第23回井植文化賞（文化芸術部門）
- 2000年 - 第24回音楽之友社賞
- 2001年
  - ドイツ連邦共和国功労勲章功労十字小綬章
  - 第42回毎日芸術賞
- 2009年 - 芸術選奨文部科学大臣賞
- 2011年 - 紫綬褒章[1]
- 2012年
  - ライプツィヒ市・バッハメダル
  - 王立音楽アカデミー・バッハ賞
- 2014年 - 第45回サントリー音楽賞（バッハ・コレギウム・ジャパンと受賞）
- 2024年 - 旭日小綬章[10][11]

## 著書
- 鈴木雅明、加藤浩子『バッハからの贈りもの』春秋社（原著2002年8月1日）。ISBN 978-4393937563。
- 鈴木雅明『わが魂の安息、おおバッハよ!』音楽之友社（原著2004年4月1日）。ISBN 978-4276130159。
- 鈴木雅明『バッハ、神と人のはざまで』音楽之友社（原著2021年4月12日）。ISBN 978-4276130197。

### 雑誌寄稿
国立国会図書館デジタルコレクションより。
『オルガン研究』
- 日本オルガン研究会（編）「再び歴史的運指法について」『オルガン研究』第6号、日本オルガン研究会、1979年5月、15-24頁、doi:10.11501/4419331、NDLJP:4419331、2025年4月12日閲覧。
- 日本オルガン研究会（編）、1983年6月『オルガン研究』第10号、日本オルガン研究会。doi:10.11501/4419335。NDLJP:4419335。2025年4月12日閲覧。
  - 武久源造「演奏における自由なるものについて : 16-18世紀の修辞法をめぐって」6-21頁。
  - 鈴木雅明「〈会員通信〉神なお生きたもう」87-90頁。
  - 武久源造「会員通信 東独を訪ねて」91-93頁。
- 日本オルガン研究会（編）「松蔭女子学院大学のオルガン設置報告（その2）オルガンの概要について」『オルガン研究』第11号、日本オルガン研究会、1984年3月、23-36頁、doi:10.11501/4419336、NDLJP:4419338、2025年4月12日閲覧。
- 日本オルガン研究会（編）「オルガンをたずねて 鳥居坂教会のオルガン」『オルガン研究』第13号、日本オルガン研究会、1987年3月、112-113頁、doi:10.11501/4419338、NDLJP:4419338、2025年4月12日閲覧。

『レコード芸術』
- 濱田滋郎、鈴木雅明「〔カラー口絵〕新連載「My Favorite」: 日本人アーティスト自選ベストCDを語る（1）鈴木雅明さん 「慣れきっていない」ところから生まれるものが、私たちのバッハの存在価値です」『レコード芸術』第46巻3（通号558）、28-29頁、国立国会図書館書誌ID:000000024418-d7976197、2025年4月12日閲覧。
- 「時空間を横断する恐るべきオブジェ : 演奏家の視点による《マタイ》論」『レコード芸術』第47巻6（通号573）、187-191頁、国立国会図書館書誌ID:000000024418-d7976213、2025年4月12日閲覧。
- 「バッハを語る（1）（特集 リアルタイムBACH 2000年 J.S.バッハへの視点）」『レコード芸術』第49巻12（通号603）、2000年12月、55-57頁、国立国会図書館書誌ID:5562732、2025年4月12日閲覧。

その他
- M・ガルニエ（ドイツ語版）、鈴木雅明「〈対談〉礼拝におけるオルガン」『礼拝と音楽』第68号、日本キリスト教団出版局、1991年2月、22-28頁、doi:10.11501/7947934、NDLJP:7947934、2025年4月12日閲覧。
- 「今、生きるバッハ : カンタータに思う（特集 バッハ演奏の伝統と革新--名曲と名演奏家にみる §バッハの演奏について私が思うこと）」『音楽現代』第26巻11（通号307）、芸術現代社、東京、1996年11月、79-80頁、doi:10.11501/7946481、国立国会図書館書誌ID:000000025748-d7946481、2025年4月12日閲覧。
- 「特集 Johann Sebastian Bach もっとホット＆ロマンティックに、バッハ 「インヴェンション」はやっぱりすごい！ "世界に名を馳せる"　バッハ・コレギウム・ジャパンの鈴木雅明さんが、バッハを熱く語る！」『レッスンの友 : ピアノ音楽誌』第37巻2（425）、レッスンの友社、1999年2月、12-16頁、doi:10.11501/7959899、NDLJP:7959899、2025年4月12日閲覧。掲載誌別題『Lesson no tomo : a magazine for music lovers』
  - 「カラー・グラビア 鈴木雅明＆バッハ・コレギウム・ジャパン」4頁

### 録音、録画
- 鈴木雅明指揮『 J・S・バッハ：教会カンタータ全集（1）』バッハ・コレギウム・ジャパンによる[12]

## 家族・親族
- 弟：鈴木秀美はバロック・チェロ奏者、指揮者。
- 息子：鈴木優人は指揮者、鍵盤楽器奏者。

声楽家の鈴木美登里（秀美夫人）は義理の妹。